# Carleton College
Carleton College é uma faculdade de artes liberais americana localizada em Northfield, Minesota. Fundada em 1866, a universidadee conta com fundo patrimonial de $1.1 bilhão de dólares e oferece estudos em 33 áreas de foco para a graduação (majors) e 37 áreas de estudo secundárias (minors). Estudantes também tem a possibilidade de formular o próprio programa de graduação.
A faculdade oferece cursos de Alemão, Árabe, Chinês, Espanhol, Francês, Grego, Hebraico, Japonês, Latim e Russo. O calendário acadêmico segue o sistema trimestral, onde estudantes costumam cursar três classes a cada termo acadêmico de dez semanas. Em média, cadeiras disciplinares em Carleton tem 17 estudantes, o que permite maior contato entre estudantes e professores. Dentre faculdades de artes liberais americanas, Carleton tem uma das taxas mais altas de formandos recipientes de doutorados.